# Flughafen Sørkjosen

i7
i11
i13
Der Flughafen Sørkjosen (IATA-Code: SOJ, ICAO-Code: ENSR) ist ein Flughafen in Norwegen und befindet sich in östlicher Richtung direkt neben der Stadt Sørkjosen.

## Geschichte
Der Flughafen Sørkjosen wurde 1970 eröffnet.

## Verbindungen
Von Sørkjosen aus starten Maschinen nach Berlevåg, Båtsfjord, Hammerfest, Kirkenes, Mehamn, Tromsø und Vadsø. Die Verbindungen werden von den Fluglinien SAS Scandinavian Airlines und Widerøe geflogen.